# Indy (logiciel)
Pour les articles homonymes, voir Indy.
 (février 2024).
Si vous disposez d'ouvrages ou d'articles de référence ou si vous connaissez des sites web de qualité traitant du thème abordé ici, merci de compléter l'article en donnant les références utiles à sa vérifiabilité et en les liant à la section « Notes et références ».
 (décembre 2022).
Indy (anciennement Georges.tech) est un logiciel français destiné aux indépendants. Ce dernier leur permet de gérer leur comptabilité et leur facturation, d’effectuer leurs diverses déclarations fiscales et sociales, d’ouvrir un compte pro, et enfin de bénéficier d’une aide à la création d’entreprise. 

## Présentation
Indy est un logiciel de comptabilité destiné aux indépendants. Ce dernier s’adresse aux micro-entreprises, aux entreprises individuelles en BIC ou en BNC, mais également à divers types de sociétés (les SARL, EURL, SASU, SAS, les SCI et enfin les SCM). 
La start-up propose des fonctionnalités visant à faciliter la comptabilité des entreprises. Parmi ces fonctionnalités, nous retrouvons notamment : 
- L’aide à la création d’entreprise ;
- L’édition des déclarations fiscales et sociales ;
- Un module facturation ;
- Un compte pro destiné à l’activité de l’indépendant.

Le logiciel fonctionne grâce à la synchronisation bancaire. Ainsi, le compte bancaire professionnel de l’entreprise utilisatrice est synchronisé sur Indy, de cette manière, l’ensemble des transactions professionnelles remontent sur l’application. Cela rend possible l’édition de diverses déclarations comptables. 
Son siège social est situé à Lyon.

## Historique
La société Georges.tech a été fondée en 2016 par Côme Fouques, Romain Koenig, Pablo Larvor et Adrien Plat. Dans un premier temps, l’application accompagne les travailleurs indépendants soumis au régime des Bénéfices Non Commerciaux (BNC) dans leur comptabilité.
En 2018, la start-up lève 1 million d’euros auprès de Kerala Ventures et de Fast Forward. Indy intègre la même année le programme WAI de la BNP Paribas. Ce programme vise alors à accompagner de jeunes entreprises dans leur croissance.
Un an plus tard, en juin 2019, la société réalise une première levée de fonds en série A de 10 millions d’euros auprès d’Alven Capital notamment. Cette année-là, Georges acquiert le logiciel de comptabilité libérale BNC Express.
En 2020, Indy fait le choix d’étoffer son offre, en proposant son logiciel aux sociétés d’indépendants (SASU, EURL, SELARL, SARL, SAS).
C’est en 2021, que Georges devient Indy et lève 35 millions d’euros en série-B. Cette levée de fonds est menée par Singular, avec le soutien renouvelé d’Alven Capital et de Kerala Ventures. La même année, l’entreprise propose l’aide à la création d’entreprise.
En 2022, Indy fait le pari de changer de modèle économique en proposant sa solution de gestion comptable gratuitement. La solution permet de tenir la comptabilité, gérer ses justificatifs et facturer ses clients. Cette même année, Indy étend son offre en ouvrant son application aux SCI.
En novembre 2023, Indy lève 40 millions d’euros en série C. Cette levée de fonds marque l’entrée au capital de la société de BlackFin Capital Partners, La Maison Partners et iXO Private Equity. Ce même mois, Indy acquiert le statut d’activateur du numérique.

### Affaires judiciaires
En 2022, l'Ordre des experts-comptables Auvergne-Rhône-Alpes assigne Indy en justice pour exercice illégal de la profession d'expert-comptable, entre autres. Le tribunal de Lyon a débouté toutes ces accusations en première instance, puis en appel en 2025.

## Identité visuelle

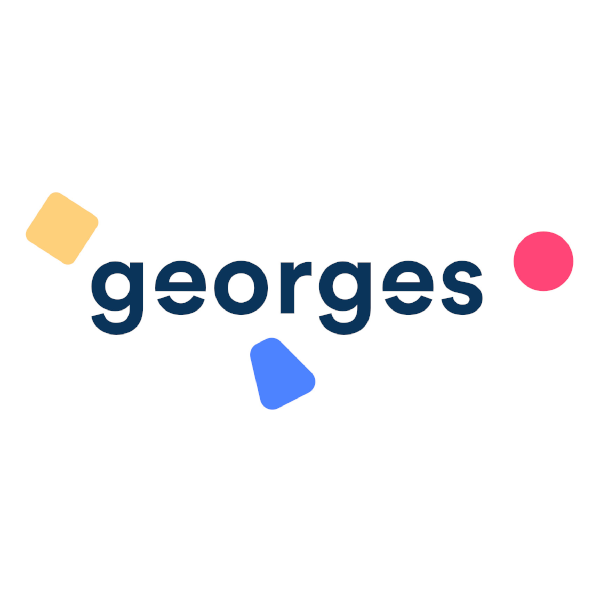
Logo Georges.tech
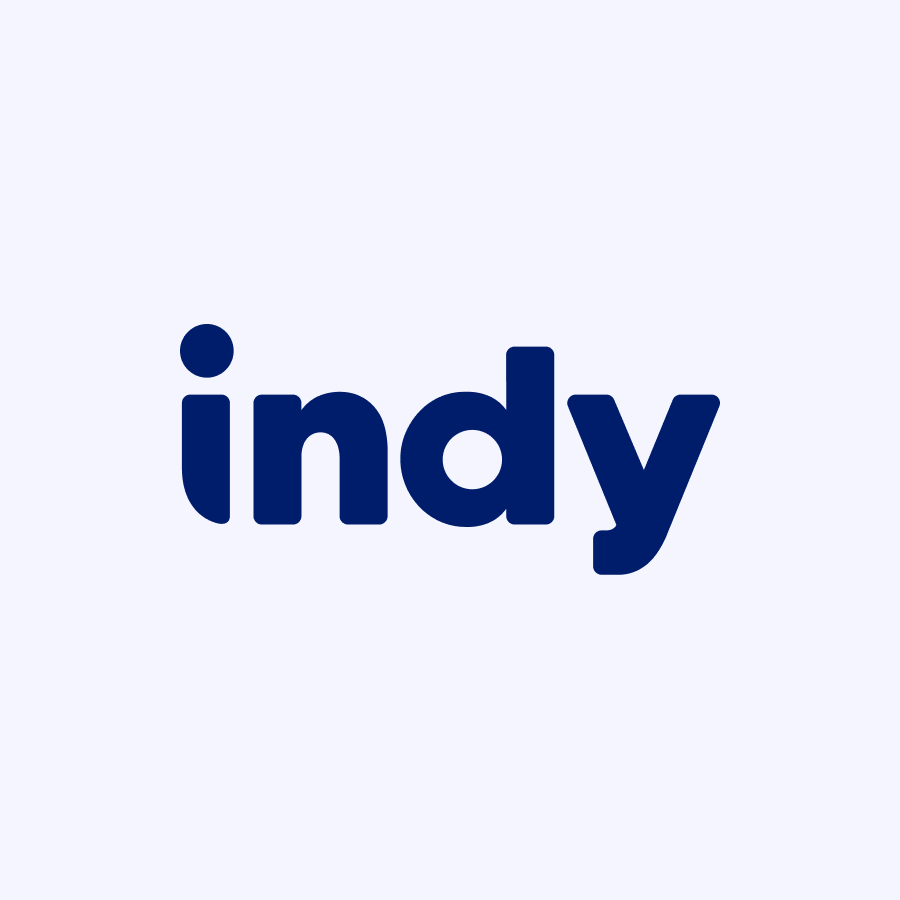
Ancien logo d'Indy
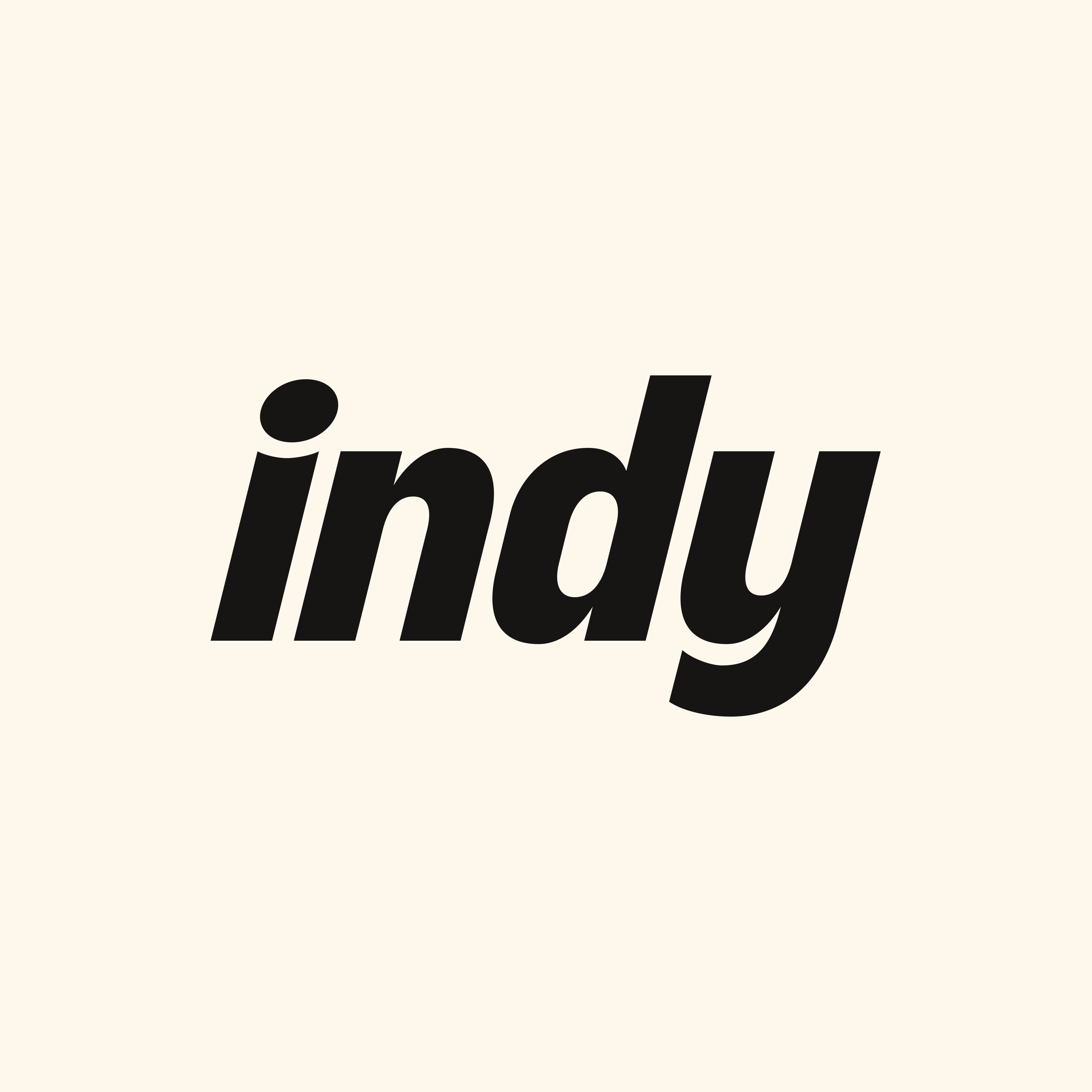
Logo actuel d'Indy